# Юлимар Рохас
Юлимар Рохас (на испански: Yulimar Rojas Rodríguez) е венецуелска лекоатлетка, съзтезателка и настоящ световен рекордьор (15,74 м) в дисциплината троен скок. Рохас е олимпийски шампион от олимпиадата в Токио през 2021 година, както и четирикратна световна шампионка от 2017, 2019, 2022 и 2023 година. Освен това е трикратна световна шампионка в зала от 2016, 2018 и 2022 година, носителка на националните рекорди на Венецуела в тройния скок и скока на дължина от 2014 година насам. Носи прякора a reina del triple salto, което означава „кралицата на тройния скок“.
Израства в бедна част на Венецуела заедно с още пет братя и сестри, като е успешна в други спортове, но изпитва трудности да тренира поради липса на ресурси. След като е насърчена да се премести в атлетиката, се справя добре в скока на височина и спринтовете, преди да развие афинитет към тройния скок. През 2015 година се мести в Испания, за да тренира при Иван Педросо, и става водеща сила в дисциплината. След дълги години концентрация в тройния скок през 2021 година започва да прави опити отново в скока на дължина. Налага се да пропусне олимпийските игри в Париж през 2024 година поради контузия получена през април същата година.
Рохас е открита лесбийка и ЛГБТ активистка в родината си. Открито подкрепя президента Уго Чавес и след това Николас Мадуро с довода, че помагат на бедните граждани на страната да започнат да се занимават със спорт, поради което получава много критики във Венецуела.

## Лични рекорди
- 100 метра – 11,94 с (2013)
- 4 × 100 метра щафета – 46,70 с (2013)
- Скок на височина – 1,87 м (2014)
- Скок на дължина – 6,88 м (2021) NR

- Скок на дължина в зала – 6,81 м (2022) NR

- Троен скок – 15,67 м (2021) WR, OR

- Троен скок в зала – 15,74 м (2022) WR